# アルトマーレ (企業)
株式会社アルトマーレ (英語:Altomare,Inc) は、高級ブランド時計の買取および修理を行う株式会社。代表取締役は原孝。

## 沿革
2011年4月、代表取締役である原 孝が、ロレックスやオメガなど、高級ブランド時計の買取および修理を行う目的で設立。同年、運営サービスとして時計買取を行う「アンティグランデ」と、時計修理を行う「オロロジャイオ」を立ち上げ、東京中野区に店舗をオープン。
2021年7月、時計販売サイト「セラー・アンティグランデ」をオープン。
古物商番号は、第304391103588号。

## 実店舗
アンティグランデ（時計買取専門店）、オロロジャイオ（時計修理専門店）
〒164-0001　東京都中野区中野2-11-5　吉田ビル2階